# Máxima (televisieserie)
Máxima is een Nederlandse dramaserie over het leven van Máxima Zorreguieta, voordat ze koningin werd. De serie beleefde op 9 april 2024 zijn wereldpremière in Cannes en is vervolgens vanaf 20 april 2024 te bekijken op streamingdienst Videoland. Het verhaal voor de serie is losjes gebaseerd op de biografie Moederland: De jonge jaren van Máxima Zorreguieta uit 2021 van Marcia Luyten.
Op 15 april 2024 werd een tweede seizoen aangekondigd door RTL. De serie is inmiddels aan 25 landen verkocht.

## Verhaal
Het verhaal speelt zich af in de jaren voordat Máxima koningin werd. Het begint met haar jeugd in Argentinië en haar leven in New York, waar ze als econoom werkzaam was. Ze ontmoette de troonopvolger van Nederland voor het eerst op een feest in Sevilla in 1999, en stond op het punt hem af te wijzen omdat hij niet kon dansen.

## Rolverdeling
| Acteur            | Personage                        | Opmerkingen                                                       |
| ----------------- | -------------------------------- | ----------------------------------------------------------------- |
| Delfina Chaves    | Máxima Zorreguieta               | Verloofde Willem-Alexander, Wall Street Bankier                   |
| Martijn Lakemeier | Willem-Alexander der Nederlanden | Verloofde Máxima, Troonopvolger                                   |
| Elsie de Brauw    | Beatrix der Nederlanden          | Koningin van Nederland, Moeder Willem-Alexander                   |
| Sebastian Koch    | Claus van Amsberg                | Vader Willem-Alexander                                            |
| Daniel Freire     | Jorge Zorreguieta                | Vader Máxima, Oud Staatssecretaris en Minister onder Jorge Videla |
| Valeria Alonso    | Maria Pame                       | Moeder Máxima                                                     |
| Olivia Monaco     | Máxima Zorreguieta               | Máxima 5-10 jaar                                                  |
| Jacob Derwig      | Thomas Wagenaar                  | Vertrouwenspersoon Máxima                                         |
| Kees Hulst        | Max van der Stoel                | Minister van Staat, Diplomaat                                     |
| Jaap Spijkers     | Wim Kok                          | Minister-President                                                |
| Maarten Heijmans  | Michiel Baud                     | Historicus                                                        |
| Frank Lammers     | Willibrord Frequin               | Journalist                                                        |

## Afleveringen
| Aflevering | Releasedatum  | Beschrijving | Kijkcijfers |
| ---------- | ------------- | --- | ----------- |
| 1          | 20 april 2024 | Máxima en Willem-Alexander ontmoeten elkaar op een feestje van gemeenschappelijke vrienden in Sevilla. De vonken vliegen er vanaf en er bloeit een romance tussen hen. Als Willem-Alexander haar meeneemt naar Den Haag om zijn ouders te ontmoeten, doet Máxima haar uiterste best om een goede indruk achter te laten.                                                                                    | 1.436.000   |
| 2          | 20 april 2024 | Als de pers lucht krijgt van de nieuwe liefde van de kroonprins, wordt Máxima in New York voortdurend achtervolgd door paparazzi. De situatie escaleert wanneer de media de geschiedenis van Máxima's vader in verband brengen met het moordzuchtige Videla-regime. | n.v.t.      |
| 3          | 27 april 2024 | Máxima verhuist naar Brussel om haar inburgering te starten. Vanwege het drukke schema van Willem-Alexander kan hij haar niet vaak bezoeken. Ze voelt zich eenzaam, terwijl ze worstelt met haar loyaliteit aan haar vader en kritische vragen van de pers. | n.v.t.      |
| 4          | 4 mei 2024    | Na een teleurstellende ervaring in Brussel keert Máxima met een gebroken hart terug naar Argentinië. Tijdens een persoonlijk gesprek met haar vader vraagt Máxima hem of er iets is dat ze moet weten over zijn verleden. Willem-Alexander doet er alles aan om het hart van Máxima terug te winnen, maar dan zorgt een verontrustend telefoontje ervoor dat hun relatie opnieuw op de proef wordt gesteld. | n.v.t.      |
| 5          | 11 mei 2024   | Willem-Alexander vertelt aan Máxima dat uit een formeel onderzoek is gebleken dat haar vader niet aanwezig zou mogen zijn bij hun huwelijk. Het nieuws komt als een schok voor haar en ze is woedend. Maar er ontstaan ook twijfels bij Máxima: wat wist haar vader werkelijk van de gruwelijke gebeurtenissen die zich afspeelden tijdens haar jeugd?                                                      | n.v.t.      |
| 6          | 17 mei 2024   | Willem-Alexander vraagt Máxima tijdens een schaatstochtje ten huwelijk en is zelfs bereid de kroon op te geven om zijn leven met haar te delen. Diezelfde dag worden de resultaten van het onderzoek naar Máxima's vader gepresenteerd. Na openhartige gesprekken met onder meer koningin Beatrix beseft Máxima dat zij haar vader moet vertellen dat hij niet welkom is op de bruiloft.                    | n.v.t.      |

## Achtergrond
De serie beleefde op 9 april 2024 zijn wereldpremière in Cannes tijdens het Cannes International Series Festival. Een kleine week later, op 15 april 2024, ging de serie in Nederland in première voor pers en genodigden in Koninklijk Theater Tuschinski in Amsterdam; hierbij werd door producent Rachel van Bommel en Directeur Content RTL Peter van der Vorst bekend gemaakt dat de serie al zou worden verlengd met een tweede seizoen. Op zaterdag 20 april 2024 ging de serie vervolgens in première voor het grote publiek op streamingdienst Videoland, hierbij werd de eerste aflevering tevens uitgezonden door televisiezender RTL 4. En werd door ruim 1,4 miljoen mensen bekeken.